# HP Neoview
A HP Neoview egy adattárház és üzleti intelligencia szerver számítógép termékvonal volt, amely a Hewlett-Packard NonStop termékvonalán alapult. Adatbázis szerverként viselkedett, NonStop OS-t és NonStop SQL-t biztosított, de az eredeti NonStop rendszerekből hiányzott a tranzakciókezelés.
2011. január 24-én a termékvonalat nyugdíjba küldték és nem forgalmazzák tovább.

## Fordítás
Ez a szócikk részben vagy egészben  a   HP Neoview című angol Wikipédia-szócikk ezen változatának fordításán alapul.  Az eredeti cikk szerkesztőit annak laptörténete sorolja fel. Ez a jelzés csupán a megfogalmazás eredetét és a szerzői jogokat jelzi, nem szolgál a cikkben szereplő információk forrásmegjelöléseként.